# Mistral Express
Il Mistral Express è stato un traghetto, appartenuto alla Comanav dal 2005 al 2016.

## Servizio
Varato il 26 settembre 1980 nel cantiere navale Dubigeon-Normandie SA di Nantes con il nome di Esterel e consegnato il 30 aprile 1981 alla SNCM, prende servizio l'11 maggio nei collegamenti tra Marsiglia e Bastia.
Nel giugno del 1981 prende servizio nei collegamenti da Nizza a L'Île Rousse, Ajaccio e Bastia in coppia con il Comté de Nice in sostituzione del Corse.
Nel giugno del 1983 viene affiancato dal gemello Corse, il cui ingresso in flotta, consente il saltuario spostamente dell'Estérel nei collegamenti verso il Maghreb.
Nel 1984 viene noleggiato al Governo francese ed impiegato nell'evacuzione dei cittadini francesi dal Libano.

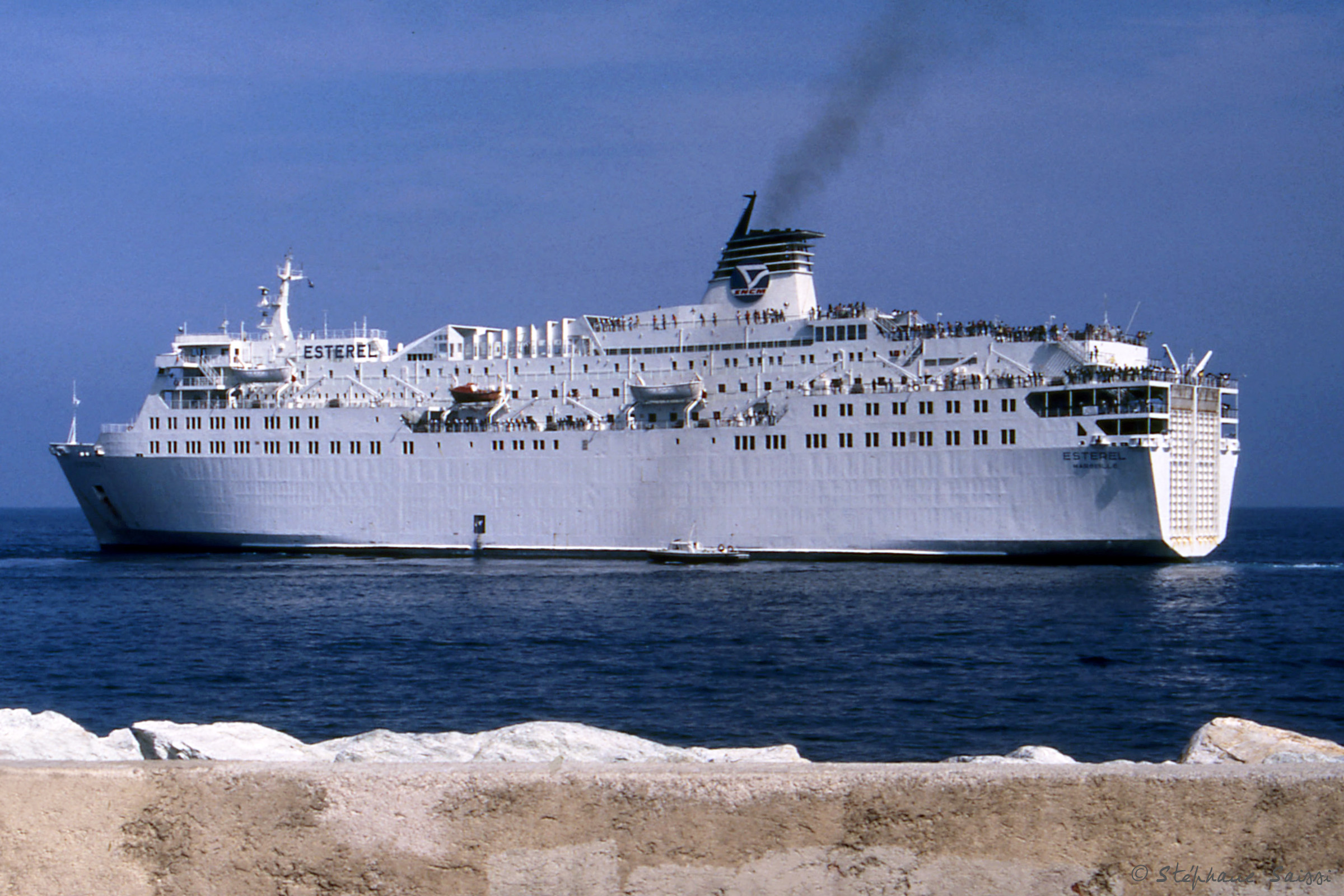
L'Esterel in partenza da Bastia nel 1987.

Nel 1990 viene noleggiato all'Armée de terre ed impiegato per il trasporto delle truppe da Tolone e Yanbuʿ.
Nell'autunno del 1995, con l'avvento dei nuovi traghetti veloci della SNCM, il 16 settembre viene trasferito nei collegamenti merci tra Marsiglia e Porto Vecchio. Il 5 ottobre 1995 viene disarmato a  La Seyne-sur-Mer e messo in vendita.
Il 5 febbraio 1997 viene venduto alla società britannica Cenargo International ed il 14 febbraio salpa per Marsiglia, dove viene sottoposto a lavori di ristrutturazione. Successivamente viene trasferito a Barcellona, dove nel maggio successivo viene ribattezzato Mistral.
Il 20 giugno 1997 prende servizio nei collegamenti tra Nador ed Almería sotto le insegne della FerriMaroc.

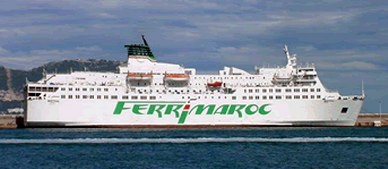
Il Mistral ormeggiato a Nador.

Nel marzo del 2005 viene venduto alla Comanav e, ribattezzato Mistral Express, viene subito girato in noleggio per venti giorni alla Euroferrys ed impiegato nei collegamenti tra Algeciras e Tangeri Med. Terminato il noleggio, torna in servizio nei collegamenti tra Nador ed Almería sotto le insegne della Comanav.
Il 15 febbraio 2007 si arena sugli scogli al largo di Melilla, riuscendo a liberarsi solamente quattro giorni dopo.
Il 26 febbraio 2011 viene impiegato per l'evacuazione dei rifugiati in Libia e, salpato da Nador, salpa per La Valletta e Tripoli. Successivamente, fa ritorno verso Tangeri Med. In un secondo viaggio giunge a Misurata. Al ritorno di quest'ultimo, fa rotta verso La Valletta, dove gli viene negato lo sbarco, dirigendosi dunque verso Augusta, dove gli viene negata per la seconda volta la possibilità di attraccare. Il traghetto, salpa dunque per Tangeri Med, dove giunge il 18 marzo.
Nel gennaio del 2012, a causa delle difficoltà economiche della Comanav, viene disarmato a Nador.
Nell'aprile del 2016 ne viene annunciata la vendita per demolizione ed il 12 giugno successivo salpa da Nador per i cantieri turchi di Aliağa, dove viene spiaggiato il 26 giugno.

## Navi gemelle
- Grand Ferry (ex Corse)